# Oedipina villamizariorum
Oedipina villamizariorum — вид хвостатих земноводних родини безлегеневих саламандр (Plethodontidae). Описаний у 2020 році.

## Назва
Вид названий на честь Хорхе та Марії Терези Вілламісар, батьків Феліпе Вілламісара, який боровся за збереження лісу в районі, де був виявлений цей вид.

## Поширення
Ендемік Еквадору. Відомий лише з одного зразка, що виявлений у західному передгір'ї (920 м) Анд в провінції Карчі на півночі країни. Зразок був знайдений на глибині приблизно 15 см у вологому, багатому гумусом ґрунті, покритому помірною підстилкою з листя.